# Гней Корнелий Сципион Хиспан
Гней Корнелий Сципион Хиспан (на латински: Gnaeus Cornelius Scipio Hispanus) е политик на Римската република през 2 век пр.н.е.
Той произлиза от клон Сципиони на римската патрицианска фамилия Корнелии. Син е на Гней Корнелий Сципион Хиспал (консул 176 пр.н.е.), който е син на Гней Корнелий Сципион Калв (консул 222 пр.н.е.) и внук на Луций Корнелий Сципион (консул 259 пр.н.е.). Баща му умира като консул през 176 пр.н.е. в Куме.
Гней Корнелий Сципион Хиспан е преди 150 пр.н.е. decemvir stlitibus iudicandis, военен трибун и 150 пр.н.е. квестор. През 141 пр.н.е. става едил, през 139 пр.н.е. претор. Тази година като претор той прогонва астролозите (халдейци и евреи) от град Рим.